# Галовка
Галовка (укр. Галівка) — село в Стрелковской сельской общине Самборского района Львовской области Украины.
Население по переписи 2001 года составляло 160 человек. Занимает площадь 0,95 км². Почтовый индекс — 82090. Телефонный код — 3238.